# St. Cosmas und Damian (Immenrode)

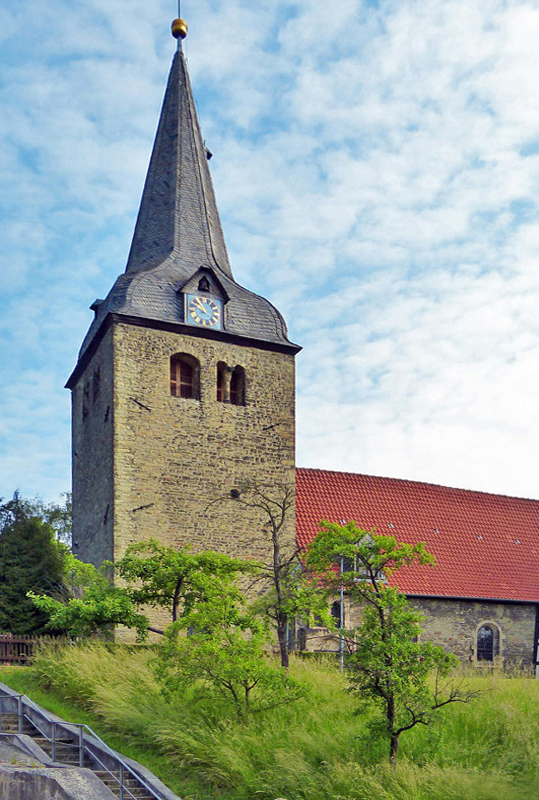
St. Cosmas und Damian

Die evangelisch-lutherische Kirche St. Cosmas und Damian steht in Immenrode, einem Stadtteil von Goslar im Landkreis Goslar von Niedersachsen. Die Kirche gehört zur Kirchengemeinde Weddingen im Kirchengemeindeverband zwischen Harz u. Harly der Propstei Goslar der Evangelisch-lutherischen Landeskirche in Braunschweig.

## Beschreibung
Die Anfänge der Kirche liegen im 11./12. Jahrhundert. An den quadratischen Wehrturm wurde eine Holzkirche angebaut, die später durch einen Massivbau aus Bruchsteinen ersetzt wurde. Das Kirchenschiff wurde 1580 erneuert. 
Der Kirchturm erhielt 1756 seinen achtseitigen schiefergedeckten spitzen Helm mit Turmkugel und Wetterfahne, in dem sich die 1912 von J. F. Weule gebaute Turmuhr befindet. In der Dachgaube über dem Zifferblatt hängt die Schlagglocke. Das oberste Turmgeschoss hat Klangarkaden, die teilweise als Biforien ausgebildet sind. Im Glockenstuhl hängen 2 Kirchenglocken, die ältere wurde 1691 gegossen, die jüngere 1953 durch Friedrich Wilhelm Schilling, nachdem ihr Vorgänger im Zweiten Weltkrieg eingeschmolzen wurde. 
1894 wurde die Kirche nach einem Entwurf von Conrad Wilhelm Hase umgebaut, dabei wurde die Höhe des Chors aus Holzfachwerk dem Kirchenschiff angeglichen. Auf den östlichen Giebel setzte er den schiefergedeckten Dachreiter. An der Ostseite wurde eine fünfseitige Apsis und an der Nordseite eine Sakristei angefügt. An der Westseite des Innenraums befanden sich ursprünglich zwei übereinandergestellte Emporen. Auf der oberen stand die Orgel. 1953 wurde die obere Empore entfernt und die Orgel verlegt. 
Zur Kirchenausstattung gehörte ursprünglich ein Kanzelaltar. Die Kanzel wurde entfernt und durch eine größere ersetzt, die in der südöstlichen Ecke vor dem Chorbogen aufgestellt wurde. Der Vorbau vor der Tür wurde eingerissen und ein neuer Eingang für den Kirchturm gebaut.